# Burense Poort

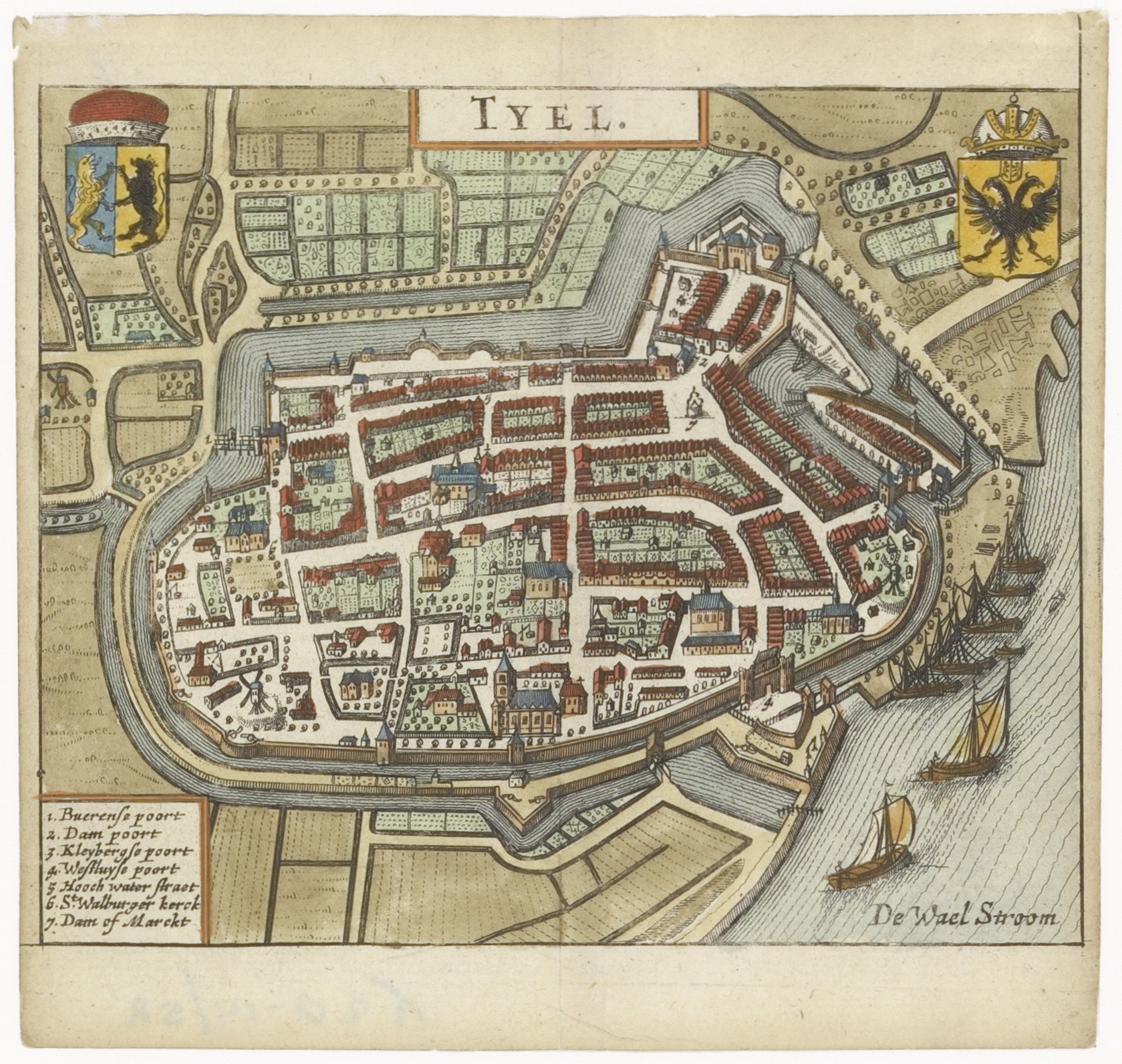
Tiel in 1635. Bovenaan de wapens van Gelre en van Tiel. De Burense Poort ligt linksboven op de plattegrond (nr 1).

De Burense Poort (of Burensche poort) was een stadspoort in Tiel. Hij was gesitueerd bij de brug over de gracht bij het huidige Burgemeester Hasselmanplein aan de westkant van de vesting. De poort dankt zijn naam aan het feit dat hier in het verleden de hoofdweg naar Buren liep. De poort was, evenals de Sandwijckse Poort, de Kleibergse Poort en de Westluidense Poort een van de hoofdpoorten die toegang gaven tot de stad Tiel.

## Geschiedenis
In de late 13e eeuw was er al een eenvoudige poort die toegang tot de stad gaf, maar in 1518 kreeg vestingbouwer Hendrik Collaert van hertog Karel van Egmont de opdracht een nieuwe en stevigere verdedigingslinie te bouwen en daarbij moest een nieuwe Burense poort worden gebouwd. In juli 1528 arriveerde Georg Schenck van Toutenburg met zijn Duitse huurleger bij de poort om een beleg voor de stad op te zetten. Hij zette echter de aanval in via de Westluidense Poort aan de zuidkant van de stad, die via een dijk te naderen viel. Na drie bestormingen werd het beleg opgebroken.
In 1727 werd de hoofdweg van de poort richting Buren en Geldermalsen uitgebreid en verbeterd, zodat het paardenkoetsverkeer meer ruimte kreeg om te passeren. In 1740 trad de rivier De Waal buiten haar oevers, waardoor het land rondom de stad blank kwam te staan. Hierbij spoelde de dam weg die vlak bij de Burense Poort was aangelegd.
Hendrik Spilman schilderde de Burense poort rond 1780. Op dat schilderij is te zien dat de toegang bestond uit een brug met een kleinere poort, daarna weer een brug met de hoofdpoort, met daarnaast een uitkijktoren. Naast de poort stond het huis van de poortbewakers, het opvallendste gebouw bij het naderen van de poort. Hendrik Tavenier maakte in 1795 een verfijndere kopie van Spilmans werk. Dit schilderij hangt in het Rijksmuseum.
Op 12 februari 1853 werd de poort door de gemeente Tiel voor afbraak verkocht aan aannemer A.M.J. Marsman. Als vervanging kwam er een brug met ijzeren toegangshek, de Burensche Barrière. Op de plek van de hoofdpoort werden twee oude-mannenhuizen gebouwd.

## Gedenksteen
Bij de herbouw van de Waterpoort in 1979 is daarin een gedenksteen uit 1528 aangebracht die afkomstig is uit de Burense Poort. De kop op de steen luidt Trophaeum in liberationem obsidionis ('gedenkteken voor de bevrijding van het beleg'). Daaronder staat de volgende tekst:
Aspice, qui transis, hanc portam moenia turres,

tormentis jaculis quam lacerata feris,

fortius exurgam Batavorum gentis asylum,

pro quibus ut vici praelia dura mihi
17e-eeuwse vertaling:

Siet, hoe mijn' vesten poort en torens zijn beschoten,

en als van een gescheurd door bouten en geschut,

noch zal mijn Betouws Burght staen trotzer na die stoten,

tot welkers heijl sij heeft dit onheijl afgeschut